# عمامة كهنوتية
التاج الكهنوتي أو العمامة الكهنوتية (بالعبرية: מִצְנֶפֶת‏) كان غطاء الرأس الذي يرتديه رئيس كهنة بني إسرائيل عندما خدم في خيمة الاجتماع و‌معبد القدس. 

## أصل الكلمة
تمت ترجمة الكلمة العبرية مصنفة (מִצְנֶפֶת) إلى «برطل» ( حسب طبعة الملك جيمس للكتاب المقدس) أو «عمرة».  كانت على الأرجح عمامة، لأن الكلمة تأتي من الجذر «يلتف».

## الوصف
كانت العمامة التي كان يرتديها رئيس الكهنة أكبر بكثير من أغطية رأس الكهنة، وكانت ملفوفة بحيث تشكل عمامة عريضة مسطحة القمة تشبه الزهرة.[بحاجة لمصدر] كان غطاء رأس الكهنة مختلفًا، حيث تم لفه بحيث يشكل عمامة مخروطية الشكل، تسمى ميجباهات . كان من المقرر أن تكون مصنوعة من الكتان الناعم،  ومثل جميع الملابس المقدسة، كان من المقرر أن يصنعها «حرفيون موهوبون ... مملوءون بروح الحكمة».  يكتب راشي أن عمامة رؤساء الكهنة كانت مطابقة لعمائم الكهنة الآخرين. 
تم ربط التاج الكهنوتي (بالعبرية צִיץ "زهرة") بالعمامة عن طريق مجموعتين من الحبال الزرقاء: واحدة تمر فوق قمة الرأس والأخرى حول جانبي الرأس عند مستوى الأذنين (Exodus 39:31).